# インターネット上で最も不思議な曲
インターネット上で最も不思議な曲（インターネットじょうでもっともふしぎなきょく、英語: The Most Mysterious Song on the Internet）とは、日本・アメリカ・欧州のインターネット文化圏において話題となっていた楽曲の通称である。ドイツのグループFEXが1983年頃に録音した「Subways of Your Mind」という曲であることが2024年に判明したが、それまでは誰が作詞作曲をしたのか、誰が歌っているのか、いつ録音されたのか、どこのレーベルから発売されたのかが一切不明だとされて調査や考察の題材となっていた。
｢インターネット上で最も不思議な曲｣は便宜上のニックネームであった。2007年頃からこの曲の詳細な情報に関してSNSや動画サイトで捜索が続けられていた。
海外の大手メディアにも取り上げられており、日本でも｢ミステリアス・ソング｣として知られていた。

## 概要

### 捜索の開始
2019年9月に記載されたアメリカ合衆国のローリング・ストーンの記事によると、この楽曲はダリアス・Sという男性が1984年にドイツの公共ラジオ局NDRで聴いたラジオ番組を録音した際に実際に放送されていた曲だという。録音した理由について、ダリアスは音楽を好んでおり、録音した曲を聞く事を昔から好んでいたからである。音楽好きであるためラジオで流れたほとんどの楽曲は知っていたが、この曲のみ知らなかった。
録音者ダリアス・Sの妹であるリディア・Hがこの曲の正体を知りたいと思って調べてみたものの、一切の情報が分からなかった。2007年、リディアは著作権に違反しないよう本楽曲を編集した曲をいくつかのニュースサイトやフォーラムに投稿したとされる。それを聴いた人たちの中にこの曲を知っている者は誰一人としていなかった。
2007年7月、リディアにコンタクトをとった人物によって本楽曲のフルバージョンがYouTubeに投稿された。放送当時のラジオDJも捜索に乗り出したが、本人曰くその曲の記憶が一切無く、会社やラジオ局にも情報が無い。そして、かつてラジオで流した曲のリストはとっくの昔に破棄してしまっていた。
一緒にカセットに録音された曲のほとんどが1984年頃にリリースされたため、この曲は1984年から1986年辺りに作成されたと推測された。YouTubeに投稿されてからより多くの人に注目され、真相解明の試みが長らく続けられた。

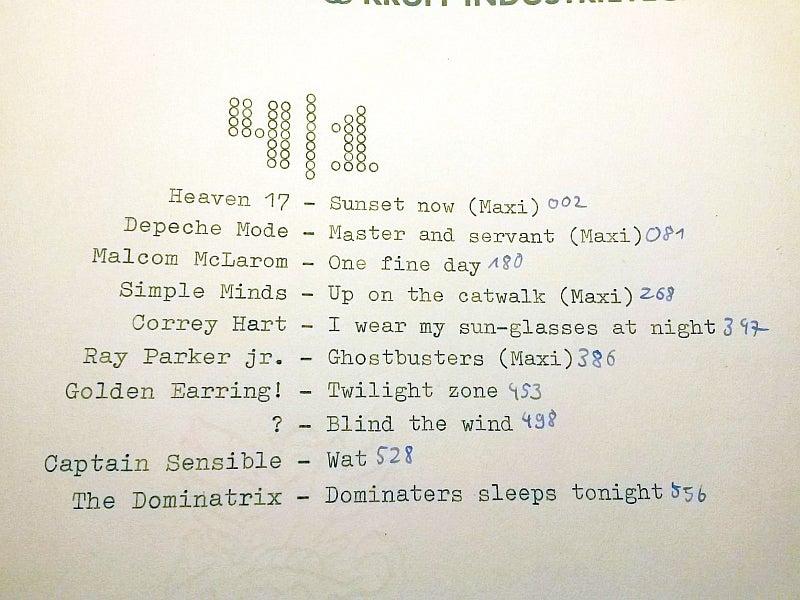
下から3行目の｢？ - Blind the wind｣が本楽曲のアーティスト・曲名としてリストに入れられているが、正式な曲名もアーティスト名も全く不明であった。

### 歌詞
音質が悪く、曲の歌詞は一切不明とされていた。ドイツ語またはオーストラリア英語のアクセントに似ているとされていたが、実際にはドイツ語訛りの英語で歌われていたことが判明しており、YouTubeには、歌詞をよりよく理解できるように速度やキーを修正した曲が多く投稿されている。歌詞が書かれているサイトもあるが全て憶測であった。
曲の世界観について、冷戦（共産主義・東ドイツ・ベルリンの壁）について歌っているという説や、歌手が別居や他の個人的なテーマについて歌っているとする説などが存在した。

### 発見
2024年11月4日、Redditユーザーのu/marijn1412によって、この曲がドイツのグループFEXの「Subways of Your Mind」という曲であることが判明した。
Hörfestのバンドを調べているときに、このユーザーはドイツの新聞Nordwest-Zeitungに掲載されているFEXのバンドメンバーに連絡を取った。ユーザーによると、バンドメンバーはFEXが本楽曲の作者であることを認めており、本楽曲をリリースする予定であると述べている。
2025年1月に「Subways of Your Mind」の7インチシングル盤のレコードが発売された。またそれと同時期に、正体不明の曲として出回っていたバージョンの高音質版もメンバーとその家族によって発見されデジタル配信されたのち、3月に「TMMS Version」としてレコードが発売された。

## 同様の事例
本楽曲のように、作品が公開されている、または存在した記録があるにもかかわらず、詳細情報が不明である作品、あるいは不明だった作品について取り上げる。作品が一般に公開されておらず、作品が存在したという公的記録さえも残っていないケースについては、単なる都市伝説に過ぎない可能性があるため、ここでは取り上げない。

### 楽曲
- 「秋葉原で買ったカセットテープに入ってた曲」
  - 本楽曲と同じく、いつどこで誰が作詞作曲歌唱した曲なのか一切の情報が不明であった日本語の楽曲の通称。とある日本のネットユーザが1990年代に購入したカセットテープに収録されていた。2007年にニコニコ動画に音源が投稿された[11]。2022年には同じ購入元とされる別のテープから「わがまま」という新たな詳細不明の曲も発見された[12]が、そちらは2024年4月末に水瀬紗羅という歌手による「夢でもいいから」だったことが判明した[13]。

- 「Ulterior Motives (Everyone Knows That)」 - Christopher Saint Booth & Philip Adrian Booth (1986年)
  - 本楽曲や先述の「秋葉原で買ったカセットテープに入ってた曲」と同じく一切の情報が不明な英語の楽曲の通称。2021年に17秒ほどの長さのサンプルがWatZatSongに投稿され、現在に至るまでRedditなどで情報の捜索が行われていた[14]。しかし、2024年4月に、1986年公開のポルノ映画"Angels of Passion"で使用された楽曲"Ulterior Motives"であることが判明し、フルバージョンがYouTube上にアップされた[15]。

- 「Ready 'n' Steady（英語版）」- D.A. (1979年)
  - 長きにわたって一切の詳細情報が不明だった楽曲。音楽チャートBillboard Hot 100にランクインしなかった楽曲を掲載するビルボード発表のチャート「Bubbling Under the Hot 100」に、1979年に3週のみランクインされていたが、楽曲情報はおろかレコードの存在すら確認できなかったため、そもそもこの楽曲は存在しないとまで言われていた。2016年に存在が確認され楽曲情報も明らかになっている[16]。